# جاك غيلبرت
جاك غيلبرت (بالإنجليزية: Jack Gilbert)‏ هو لاعب كرة قاعدة أمريكي، ولد في 4 سبتمبر 1875 في Rhinecliff, New York ‏ في الولايات المتحدة، وتوفي في 7 يوليو 1941 في ألباني في الولايات المتحدة.

## وصلات خارجية
- جاك غيلبرت على موقعبيزبول رفرنس.كوم (الدوري الرئيسي) (الإنجليزية)
- جاك غيلبرت على موقعبيزبول رفرنس.كوم (الدوري الثانوي) (الإنجليزية)